# Grande moschea di Gaza
La Grande Moschea di Gaza (in arabo جامع غزة الكبير‎?, Jāmiʿ Ghazza al-Kabīr), conosciuta come Grande Moschea Omari (in arabo المسجد العمري الكبير‎?, Masjid al-ʿUmarī al-Kabīr), è stata la moschea più grande e più antica di tutta Gaza, situata nella città vecchia. Il 7 dicembre 2023, durante la guerra di Gaza, è stata distrutta da un attacco aereo israeliano, lasciando la maggior parte della struttura crollata e il minareto parzialmente distrutto.
Si ritiene che sorgesse sul sito di un antico tempio filisteo; il sito fu utilizzato poi dai Bizantini per erigere una chiesa nel V secolo, ma dopo la conquista musulmana del VII secolo, fu trasformata in moschea. Nel 1033 il minareto crollò a causa di un terremoto. Nel 1149, i crociati costruirono una cattedrale dedicata a Giovanni il Battista, ma essa fu in gran parte distrutta dagli Ayyubidi nel 1187. Nel XIII secolo i Mamelucchi ricostruirono la moschea, ma i Mongoli la distrussero nuovamente nel 1260. Fu ripristinata ben presto, subendo verso la fine del secolo un'altra distruzione, ancora una volta a opera di un terremoto.
La Grande Moschea fu ricostruita 300 anni più tardi dagli Ottomani. Gravemente danneggiata dai bombardamenti britannici durante la prima guerra mondiale, fu restaurata nel 1925 per merito del Supremo Consiglio Islamico. È ancora oggi attiva, e funge da "moschea del venerdì" (masjid jāmiʿ). Alla fine del 2023 è stata distrutta da un attacco aereo israeliano.

## Ubicazione
La Grande Moschea è situata nel quartiere Daraj della città vecchia, nella parte orientale di Omar Mukthar Street, a sud-est di Piazza Palestina. Il mercato dell'oro di Gaza si trova adiacente alla moschea al lato sud, mentre a nord-est si trova la Moschea Welayat e ad est, su Wehda Street, si trova una scuola femminile.

## Storia

### Epoca filistea e bizantina

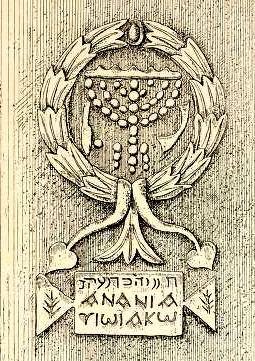
Illustrazione della Menorah su incisione, 1873

Secondo la tradizione, la moschea si trova sul sito del tempio dedicato al filisteo Dagon, il dio della fertilità. Più tardi, fu eretto un tempio dedicato a Marnas — dio della pioggia e del grano. Leggende locali affermano che vi sia sepolto Sansone.
Nel 406 d.C. sul sito del tempio fu costruita una grande chiesa bizantina dall'imperatrice Elia Eudocia, o forse per ordine dell'imperatore Marciano. La presenza di un'iscrizione ebraica su una delle colonne dell'edificio condusse a ritenere, verso la fine dell'Ottocento, che i pilastri superiori dell'edificio fossero stati presi dalla sinagoga di Cesarea del III secolo. È oggi opinione diffusa tra gli studiosi, invece, che il materiale sia stato recuperato da una sinagoga risalente al VI secolo e situata presso il porto di Gaza (Maiumas), i cui resti sono stati scoperti nel 1960. L'iscrizione sulla colonna, cancellata tra il 1987 e il 1993, raffigurava una menorah, uno shofar, un lulav e un etrog circondati da una ghirlanda decorativa; una seconda iscrizione «Hananyah figlio di Giacobbe» è scritta sia in ebraico che in greco. La chiesa è raffigurata nella mappa del mosaico di Mabada del VI secolo.

### Epoca islamica
La chiesa bizantina fu trasformata in moschea nel VII secolo dai generali di Omar ibn al-Khattab, da cui il nome "al-ʿOmarī", agli inizi del periodo di governo del Califfato dei Rāshidūn. Nel 985, durante il califfato abbaside, il geografo arabo al-Muqaddasi la descrisse come "una bellissima moschea". Il 5 dicembre 1033, un terremoto causò il collasso dell'apice del minareto.

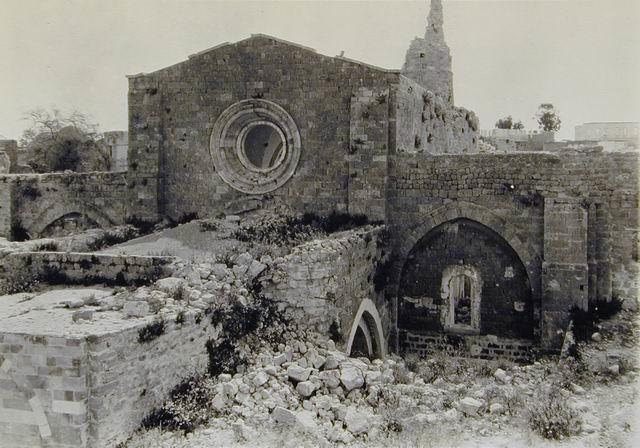
La facciata ovest del Grande Moschea riflette lo stile architettonico crociato. Foto scattata dopo il bombardamento britannico nel 1917.

I crociati, che conquistarono Gaza nel 1100, costruirono nel 1149 una cattedrale dedicata a Giovanni il Battista sopra le rovine dell'edificio, su ordine di Baldovino III di Gerusalemme. Tuttavia, nelle descrizioni delle chiese create dai crociati da Guglielmo di Tiro, essa non è menzionata. Si ritiene che due delle tre navate che compongono la Grande Moschea abbiano fatto parte della cattedrale.
Nel 1187 gli Ayyubidi strapparono il controllo della città ai crociati, distruggendo la cattedrale. I Mamelucchi ricostruirono quindi la moschea nel XIII secolo, ma nel 1260 fu nuovamente distrutta dai Mongoli. Riedificata in seguito, nel 1294 un terremoto ne causò il crollo. Il governatore mamelucco Sanjar al-Jawli ne commissionò il restauro in due occasioni, tra il 1311 e 1319, tuttavia i mamelucchi decisero infine di ricostruire completamente l'edificio nel 1340.
Nel 1335 il geografo arabo Ibn Battuta la definì «una bella moschea del venerdì», ma aggiunse anche che era «ben costruita». Tra le iscrizioni presenti nella moschea si trovano le firme dei sultani mamelucchi al-Nāṣir Muḥammad (datata 1340) Qaytbay (datata maggio 1498), Qansuh al-Ghuri (datata 1516), e del califfo abbaside al-Mustaʿīn bi-llāh (datata 1412).
Nel XVI secolo, quando la Palestina era governata dall'Impero ottomano, la moschea - che era dedicata al profeta Yahya (vale a dire a Giovanni il Battista, del quale si dice si conservassero alcune reliquie) - fu restaurata, a seguito dei danni subiti il secolo prima. A partire dal 1517, gli Ottomani costruirono anche altre sei moschee in città. Nell'interno vi è l'iscrizione del nome del governatore ottomano di Gaza, Mūsā Pascià, fratello del deposto Ḥusayn Pascià, risalente al 1663.

### Epoca moderna

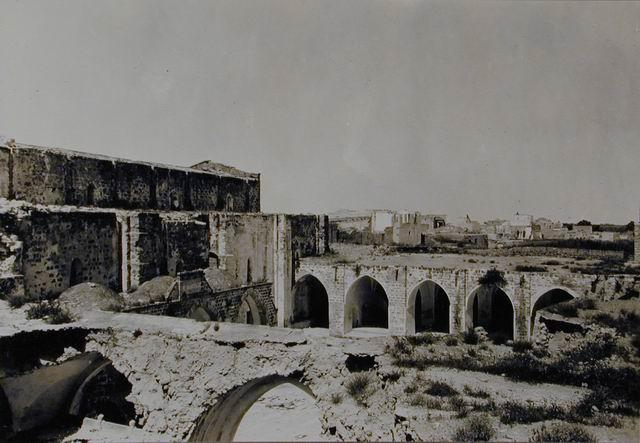
Una veduta esterna della moschea nel XX secolo, prima della ristrutturazione

Alcuni viaggiatori occidentali del tardo Ottocento si riferirono alla Grande Moschea come all'unica struttura storica e architettonica degna di nota presente a Gaza. Fu gravemente danneggiata durante la prima guerra mondiale dagli Alleati, che attaccarono le posizioni ottomane a Gaza. I britannici accusarono i nemici ottomani di custodire delle munizioni all'interno della moschea e sembra avessero ragione, visto che il suo danneggiamento fu l'effetto dell'innesco delle munizioni a causa dei bombardamenti britannici. Sotto la supervisione dell'ex sindaco di Gaza, Saʿīd al-Shawa, fu restaurata dal Supremo Consiglio Islamico nel 1926 e nel 1927.
Nel 1928 il Supremo Consiglio Islamico tenne una manifestazione di massa, che coinvolse sia i musulmani locali che i cristiani, presso la Grande Moschea. Il fine era mobilitare il sostegno per boicottare le elezioni e la assemblea legislativa del mandato britannico di governo della Palestina. Per aumentare il numero di partecipanti alla manifestazione, fu ordinata la chiusura temporanea delle altre moschee cittadine.
Le antiche iscrizioni in bassorilievo di simboli religiosi ebraici sarebbero state asportate tra il 1987 e il 1993.
Nella moschea sono ospitati fondi manoscritti di grande importanza, attinenti alle scienze coraniche ed ad altri argomenti.
Il 12 giugno 2007, durante la battaglia di Gaza, l'imam della moschea Mohammed al-Rafati, sostenitore di Ḥamās, fu ucciso da un colpo di pistola alla testa da un uomo della fazione palestinese del Fatḥ, in rappresaglia per l'uccisione di un funzionario della guardia presidenziale di Maḥmūd ʿAbbās da parte di Hamas avvenuta nello stesso giorno. La moschea è ancora attiva e gioca un ruolo di base di sostegno emotivo e fisico per i residenti di Gaza, essendo un punto focale della striscia di Gaza.

## Architettura

### Esterno
La Grande Moschea (che possiede due piani, dove nel secondo si insegna il Corano) ha una superficie di circa 4.100 metri quadrati e una capacità di contenere 3.000 fedeli nel tappeto di preghiera. Il cortile porticato, circondato da archi a tutto sesto e accessibile da ogni lato, contiene una fontana per le abluzioni.
La facciata dell'edificio, pur soggetta a vari interventi di rifacimento dalla sua realizzazione in epoca crociata, conserva alcuni elementi tipici dell'architettura ecclesiastica crociata, come l'ingresso ad arco. Anche all'interno del complesso le colonne conservano ancora lo stile gotico italiano. Altre sono state identificate come elementi di un'antica sinagoga, riutilizzate come materiale da costruzione in epoca crociata, e continuano a far parte della moschea.
La maggior parte della struttura è costituita da arenaria marina locale chiamata kurkar. Questa moschea rappresenta un grande ṣaḥn ("cortile") circondato da archi a tutto sesto. I Mamelucchi, e successivamente gli Ottomani, ampliarono i lati sud e sud-est dell'edificio. Sopra la porta si trova scritto il nome del sultano mamelucco Qalawun e si notano anche quelli di Lājīn e Barqūq.

### Interno
Internamente, le pareti sono intonacate e tinteggiate, mentre il marmo è utilizzato per la porta occidentale e per l'oculo della cupola. I pavimenti sono rivestiti con piastrelle smaltate e le colonne sono in marmo e i capitelli sono costruiti in stile corinzio.
La navata centrale è a volta a crociera, ogni campata è separata da archi acuti trasversali con profili rettangolari. Ibn Baṭṭūṭa notò che la Grande Moschea aveva un minbar in marmo bianco, ancora oggi esistente.
Nella moschea si trova anche un piccolo miḥrāb con un'iscrizione risalente al 1663 contenente il nome di Mūsā Pascià, governatore di Gaza durante la dominazione ottomana.

### Minareto
La moschea è nota anche per il suo minareto, stante nel lato sud-ovest, quadrato nella metà inferiore e ottagonale nella metà superiore, in uno stile tipico dell'architettura mamelucca. È costruito principalmente in pietra, mentre l'apice è in gran parte di legno e piastrelle. Sul tamburo ottagonale di pietra sorge una cupola, caratterizzata da una struttura leggera tipica della maggior parte delle moschee del Levante. Il minareto, avente come base tre absidi semicircolari, si trova sulla campata orientale della chiesa crociata.